# Thaiföld zászlaja
Az 1916-ban adoptált zászló vörös volt, két fehér sávval, a középső részt azonban kékre változtatták. A második világháború idején Thaiföld így fejezte ki szolidaritását a Szövetségesekkel (az Egyesült Királysággal, Franciaországgal, az Egyesült Államokkal és Oroszországgal).
Ezeknek az államoknak a zászlóin a vörös, a fehér és a kék szín szerepel. A thaiföldi lobogó nevének, a trairangának a jelentése: trikolór. A vörös a hazáért kiontott vért, a fehér a vallása által védelmezett nép tisztaságát, a kék a monarchiát jelképezi.